# Forsterówka
Forsterówka – zabytkowa rezydencja gauleitera i obergruppenführera SS Alberta Forstera. Zlokalizowana była w Orlu, 17 km od centrum Gdańska, na Wyspie Sobieszewskiej przy obecnej ul. Lazurowej 3 i 4. Znajdowała się na obszarze Wolnego Miasta Gdańska (WMG).

## Historia

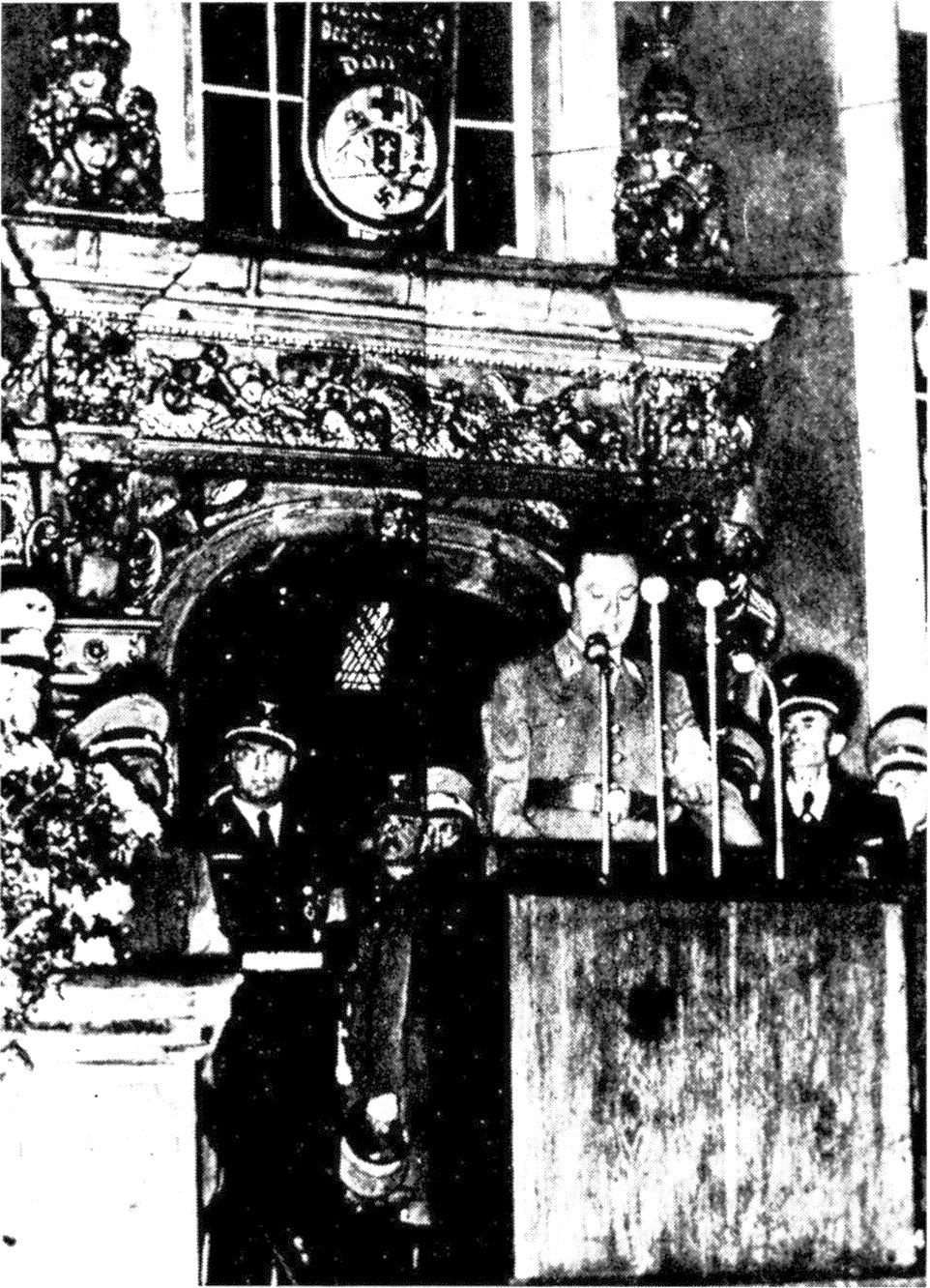
Albert Forster w Gdańsku, 1939

Działkę pod budowę przekazał zimą 1932 jeden z urzędników Senatu Wolnego Miasta Gdańska, członek NSDAP. Budowę rozpoczęto wiosną 1933. Pewne wskazówki w postaci projektu plastycznego stylizowanych swastyk, wyrzeźbionych następnie na belkach stropowych sali kominkowej, wniósł Adolf Hitler. Obiekt przekazano Forsterowi 26 lipca 1933, jako prezent od führera i miejscowej komórki NSDAP z okazji jego 31 urodzin. Obiekt był jego prywatną własnością. W swojej rezydencji przebywał okresowo do 27 marca 1945. Tu omawiano szczegóły i zapadały najbardziej zbrodnicze decyzje w historii Pomorza.
Do wybuchu II wojny światowej rezydencja pełniła również funkcję tajnego magazynu broni.
W czerwcu 1939, w obecności Heinricha Himmlera przygotowywano tu szczegóły operacji „Tannenberg”, m.in. listy aresztowań i likwidacji Polaków z terenu WMG i Pomorza (tzw. Sonderfahndüngsbuch Polen). W lipcu 1939 tutaj zapadła decyzja utworzenia obozu koncentracyjnego we wsi Stutthof (KL Stutthof).
Możliwe, że tutaj też zapadła decyzja o ataku na WST Westerplatte, gdyż w rozkazach operacyjnych OKW na dzień 1 września 1939 jej nie było… – rozkaz dotyczył jedynie blokowania polskiej składnicy tranzytowej.
W listopadzie 1941 po wizytacji obozu w Stutthofie przez Himmlera, a następnie pobycie w „Forsterówce”, Albert Forster otrzymał awans na SS-Obergruppenfuhrera.

### Szczególni goście na terenie „leśnej kwatery gauleitera”
- minister propagandy i oświecenia publicznego III Rzeszy – dr Joseph Paul Goebbels (10 maja 1937)
- wysoki komisarz Ligi Narodów w WMG – Carl Jakob Burckhardt (kilkakrotnie w 1937),
- reichsführer SS Heinrich Himmler (kilkakrotnie w 1939 i w listopadzie 1941),
- dowódca okrętu liniowego "Schleswig-Holstein" komandor Gustav Kleikamp (28 sierpnia 1939)

### Stali uczestnicy narad

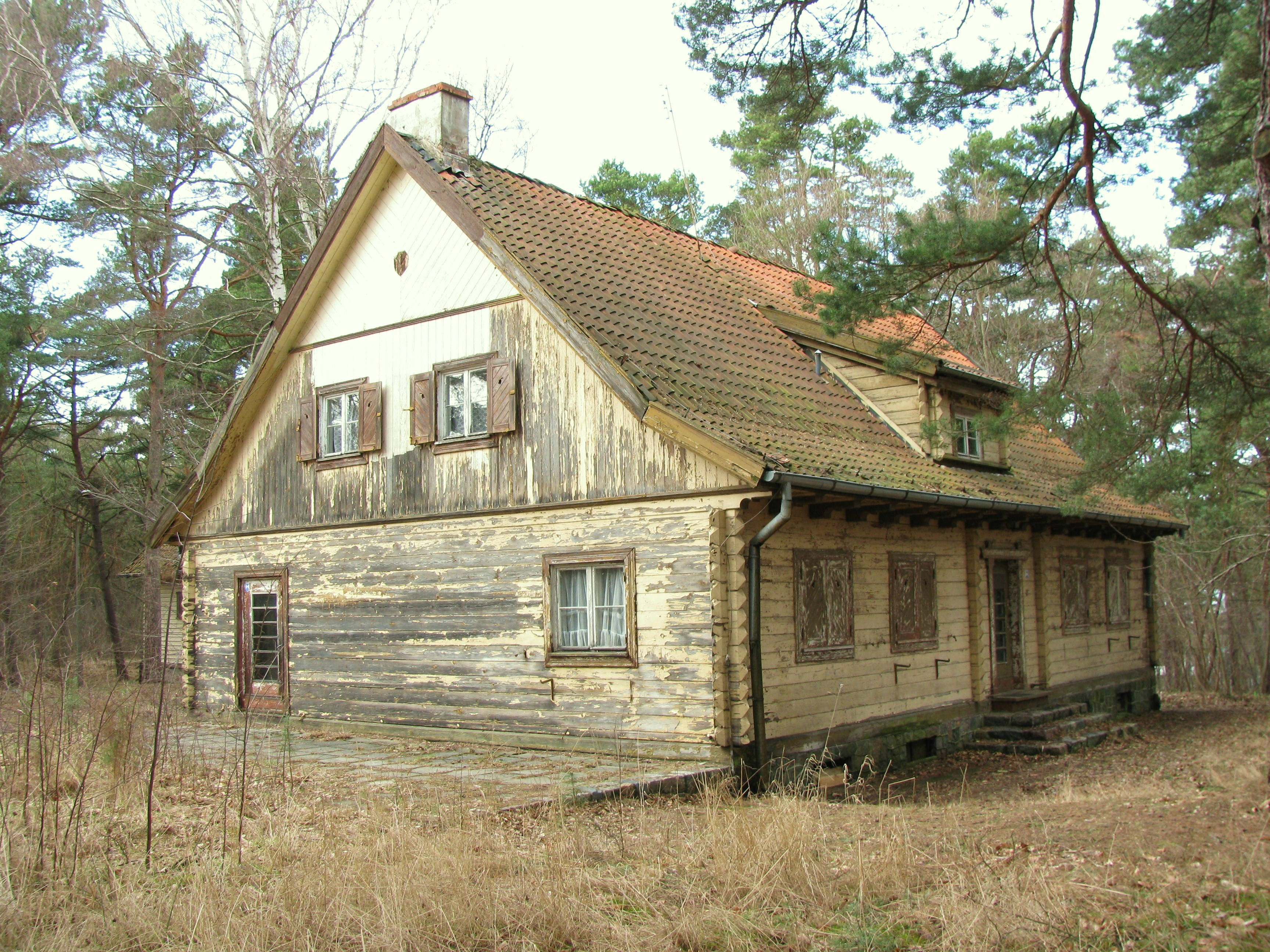
Domek myśliwski

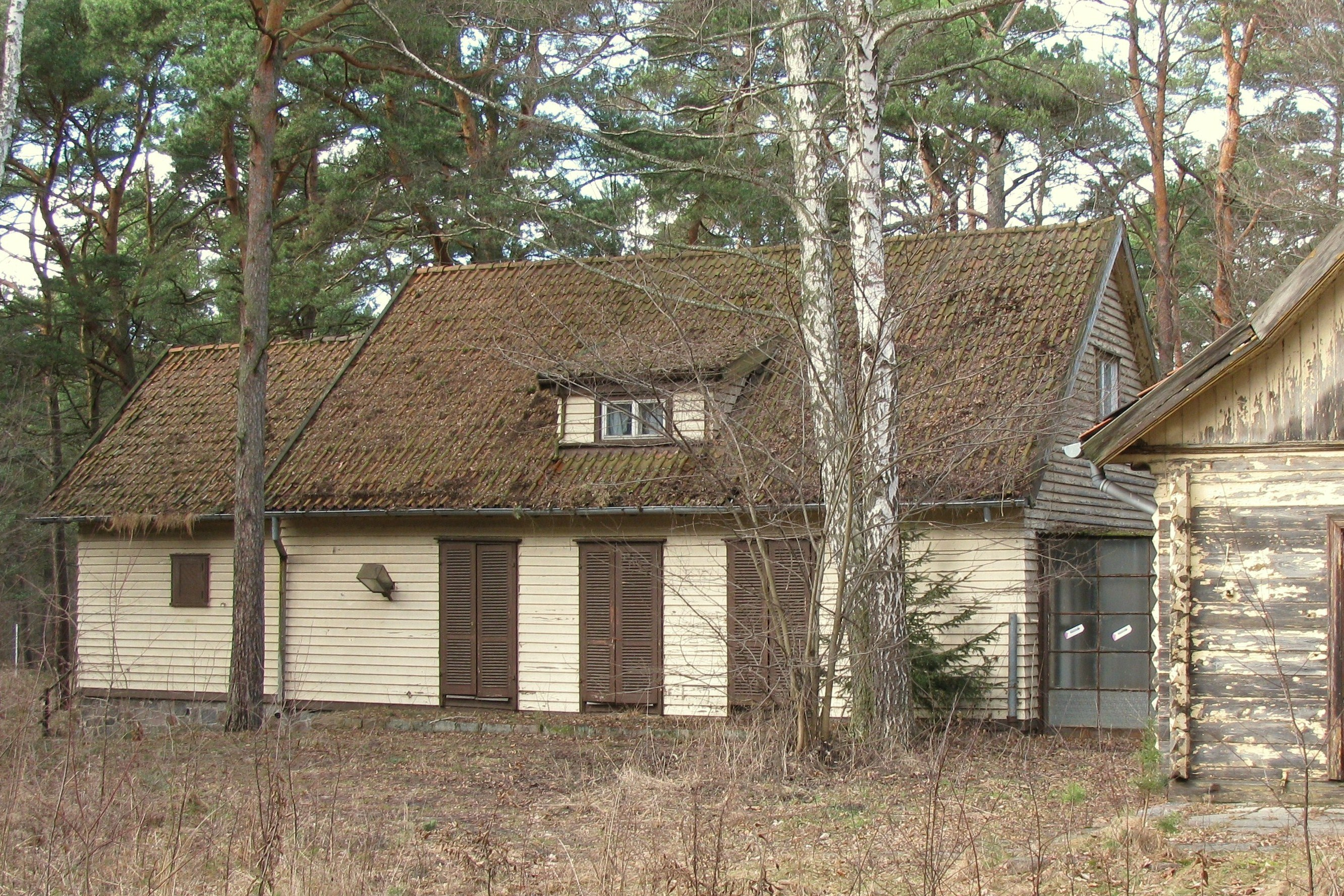
Budynek kuchenno-jadalny

- SS-Gruppenführer Erich von dem Bach-Zelewski, późniejszy dowódca wojsk pacyfikujących powstanie warszawskie,
- SS-Brigadeführer Johannes Schäfer, dowódca okręgu SS w Gdańsku,
- SS-Oberführer dr Aleksander Reiner, jeden z organizatorów gdańskiej SS,
- SS-Oberführer Walter Stein, szef gdańskiej policji politycznej,
- SS-Obersturmbannführer Friedman Goetze, dowódca SS-Heimwehr Danzig,
- SS-Obersturmbannführer Kurt Eimann, dowódca specjalnego oddziału Wachsturmbann "Eimann", realizującego po wybuchu wojny program masowej eksterminacji polskiej inteligencji i osób chorych psychicznie,
- SS-Obersturmbannführer dr Rudolf Tröger, szef gdańskiego Gestapo, a po wybuchu wojny dowódca Einsatzkommando realizującego program masowej eksterminacji działaczy polskich na Pomorzu, Polaków i Polonii gdańskiej,
- SS-Sturmbannführer Max Pauly, komendant obozu koncentracyjnego w Stutthofie).

### Rezydencja gauleitera
Zespół d. rezydencji gauleitera składał się z:
- domku myśliwskiego,
- budynku kuchenno-jadalnego (późniejsza stołówka FWP)
- schronu przeciwlotniczego.

Domek myśliwski był wykonany z modrzewia. W obiektach znajdują się oryginalne kominki z lat 30. W domku myśliwskim, w Komnacie Gotów (Gotenzimmer) – ceglano-kamienny w stylu skandynawskim. W Sali Jadalnej – kominek kaflowy w stylu bawarskim.
Jednym z ciekawych obiektów fortyfikacyjnych na tym terenie jest schron gauleitera o powierzchni ok. 50 m². Schron został wybudowany wiosną 1941, zmodernizowany w 1944.
Obiekt został zarejestrowany w gminnym rejestrze obiektów objętych ochroną Miejskiego Konserwatora Zabytków oraz uwzględniony przy zmianie planów zagospodarowania przestrzennego gminy na najbliższe lata. Złożono wniosek o wpisanie zespołu do centralnego rejestru zabytków, a wpis nastąpił w 2012. Status obiektów – Zabytek chroniony prawem.

### Ośrodek Rekrutacyjno-Szkoleniowy NSDAP

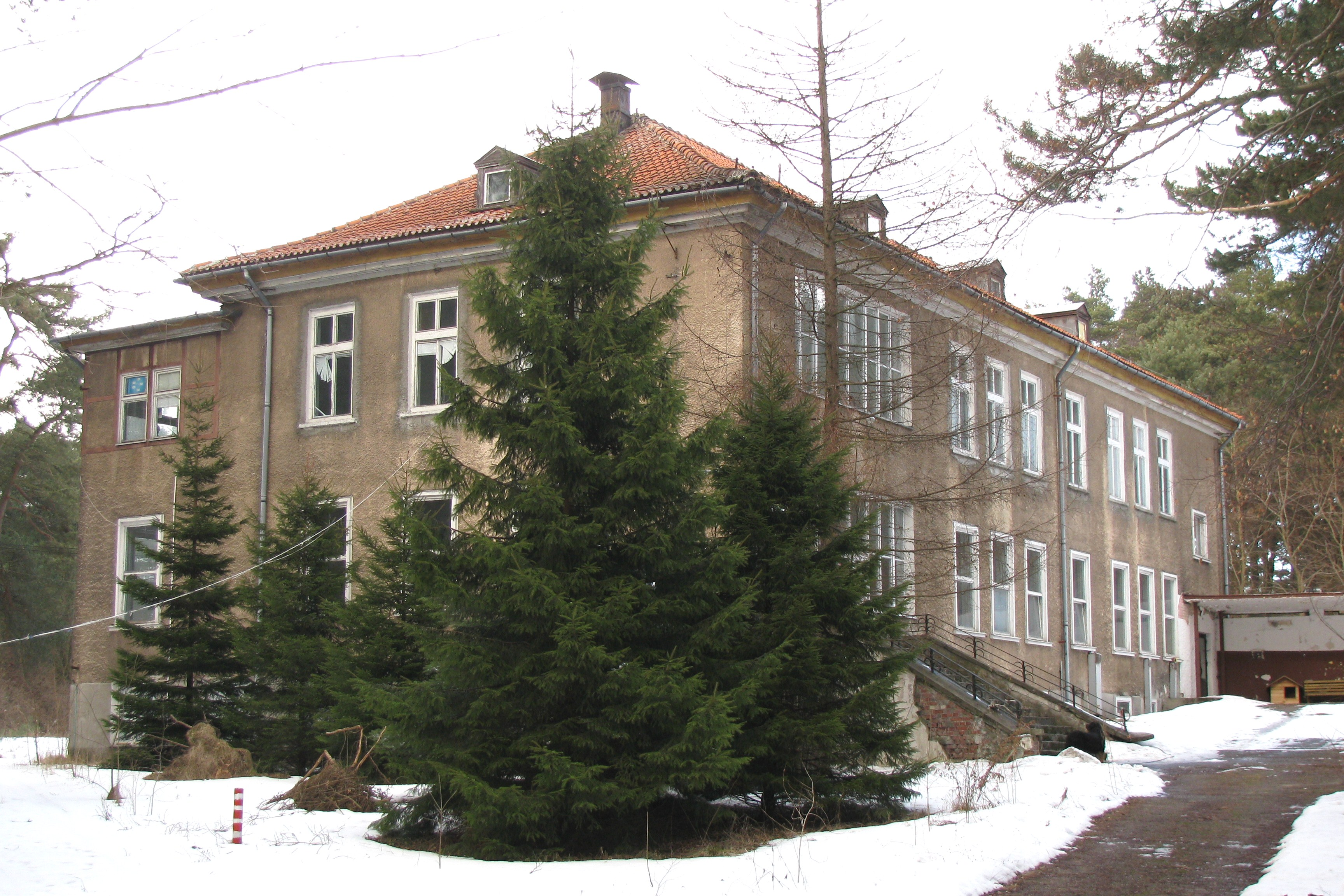
Budynek koszar

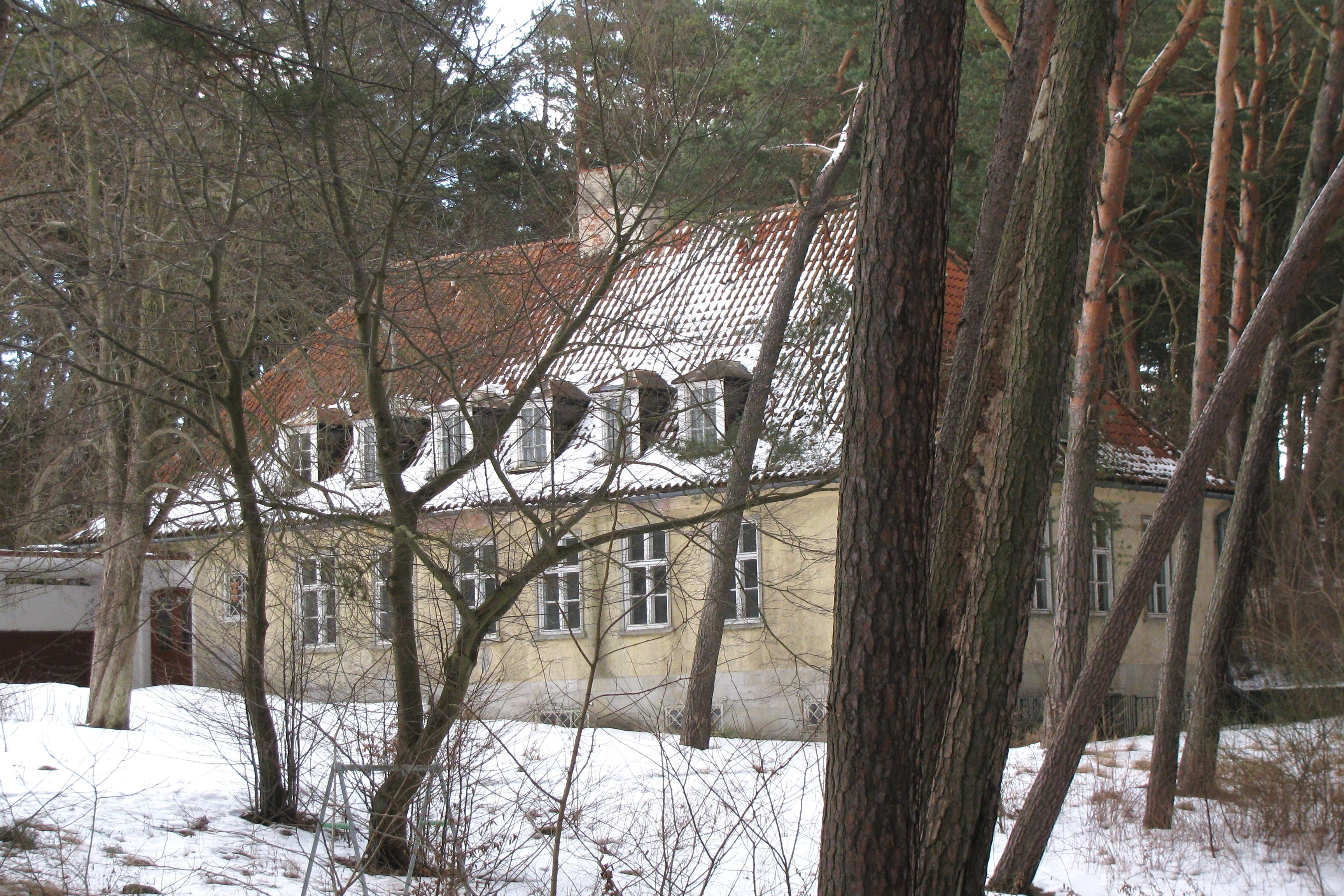
Dom oficerów

W sąsiedztwie rezydencji gauleitera, od 1935 rozbudowywano ośrodek rekrutacyjno-szkoleniowy NSDAP, w którym w latach 1936-1939 prowadzono szkolenie dla formacji SA i SS z terenu WMG. Zlokalizowano tu również jedną z nowo tworzonych jednostek wartowniczych gdańskiej SS-Heimwehry, z której rekrutowano następnie załogę wartowniczą obozu koncentracyjnego w Stutthofie.
Zespół d. Ośrodka Rekrutacyjno-Szkoleniowego gdańskiej NSDAP składał się z:
- budynku koszar (późniejszy lazaret),
- domu oficerów – instruktorów wojskowych,
- schronu przeciwlotniczego (obecnie niedostępny – zasypany),
- baraków magazynowych na sprzęt wojskowy (fundamenty),
- strzelnicy polowej (teren na północ od Góry Mew).

W okresie lata 1939 prowadzono na polowej strzelnicy ośrodka szkolenie dla wydzielonych grup SS-Wachsturmbann Eimann, w zakresie przygotowania i prowadzenia masowych egzekucji leśnych.
W latach 1941–1944 ośrodek pełni funkcję szpitala i sanatorium dla żołnierzy rannych na froncie wschodnim.
Teren rezydencji gauleitera był też, od listopada 1944 do stycznia 1945, miejscem zwożenia z terenu Gdańska zagrożonych nalotami dzieł sztuki i archiwów partyjnych NSDAP. Część archiwum zostało zdeponowane w jednym ze schronów przeciwlotniczych, wybudowanych na tym terenie w 1941.
Ze wspomnień wynika, iż wybudowano tam również w 1941 schron na ok. 150 osób. Znajdował się on w części wschodniej terenu ośrodka, pod masywną zalesioną obecnie wydmą o wysokości ponad 30 m n.p.m., o nazwie "Mewia Góra" (Möwe Berg). Schron został po wojnie prawdopodobnie wysadzony przez Rosjan i zasypany. Na początku marca 1945 pełnił on także funkcje magazynu tranzytowego dla wywożonych z Gdańska cenniejszych dokumentów urzędów niemieckich i części depozytów muzealnych. Następnie wywieziono je przez Świbno i Hel do Niemiec.
Pod koniec działań wojennych, na początku kwietnia 1945, na terenie rezydencji rozlokował się sztab 4 dywizji pancernej gen. Clemensa Betzela, który poległ 27 marca 1945 w obronie Gdańska i został pochowany w pobliżu domku myśliwskiego.
Po wojnie dawny ośrodek szkoleniowo-rekrutacyjny NSDAP pełnił przez kilka lat funkcję ośrodka wypoczynkowego PZPR, a następnie do 2003 ośrodka Funduszu Wczasów Pracowniczych Mewa.
W 2000 kilkadziesiąt metrów od "Forsterówki", w kierunku południowo-wschodnim, natrafiono na masową mogiłę ponad 220 osób, w której znaleziono szczątki ludzkie w zachowanych mundurach: SS, grenadierów pancernych, policji gdańskiej oraz spadochroniarzy z elitarnej dywizji "Hermann Göring". Większość czaszek w mogile posiadało ślady postrzałów w potylicę. W 2001 ich szczątki przeniesiono na Cmentarz Garnizonowy w Gdańsku.
Gmina Gdańsk planowała utworzenie przez miasto Muzeum Wyspy Sobieszewskiej, w którego skład wchodziłby kompleks dawnej rezydencji gauleitera wraz ze schronem. Jednak projekt zarzucono.

## Młodzieżowy Ośrodek Pojednania Polsko-Niemieckiego
W 2010 kompleks przejął Dom Pojednania i Spotkań Ojców Franciszkanów w Gdańsku, w celu utworzenia miejsca spotkań, Młodzieżowego Ośrodka Pojednania Polsko-Niemieckiego. Kompleksowi została nadana nowa nazwa Wyspa św. Franciszka, dla podkreślenia jego nowej roli.
Po 10 letniej dzierżawie teren wraz z budynkami dzierżawca (zakon franciszkański) zwrócił gminie Gdańsk.